# TBC Bank
TBC Bank — банк-лідер в Грузії, головний офіс розташовано у Тбілісі. Назва TBC Bank відображає перше ім'я компанії, яке вона носила 1992 року: Tbilisi Business Centre (Бізнес-центр Тбілісі). На разі TBC є зареєстрованим іменем банку.

## Історія
Історія TBC Bank почалась 1992 року, коли два грузинські бізнесмени Мамука Кахарадзе та Бадрі Жапарідзе з кількома іншими партнерами заснували банк під назвою «Tbilisi Business Centre» або коротше «TBC». Банк було засновано з капіталом в 500$. Ця сума була мінімально допустимою для заснування банку в Грузії на початку 1990-х. Банк отримав ліцензію від NBG (Генеральна банківська ліцензія за номером 85) 20 січня 1993 року, а в травні того ж року отримав іншу ліцензію, що дозволяла йому проводити міжнародні операції.
У 1995 в банку був один відділ, де працювали 29 співробітників, а загальні активи становили 1,4 млн $. Вахтанґ Буцхірідзе, який приєднався до банку у 1993 році, став виконавчим директором (CEO) банку TBC у 1995 році, і з того часу обіймає цю посаду.
11 червня 2014 Лондонська фондова біржа (London Stock Exchange) запросила TBC Bank для участі в торгах з його глобальними депозитарними розписками (GDR). Банк отримав 239 млн $ на IPO, маючи ринкову вартість 640 млн $. Цей IPO став найбільшим виходом на біржу з Грузії.

## Операційна діяльність

### Банк Constanta
TBC Bank включився у сегмент мікрофінансових операцій, придбавши 80 % банку «Constanta», одного з лідерів мікрофінансування Грузії (MFI). Пізніше, у 2014 році, TBC повністю купив банк Constanta.

### TBC Лізинґ
Банк у січні 2004 року TBC заснував TBC Лізинґ з головним офісом в Тбілісі і капіталом в 500 тис. ларі. На 2016 рік банк володів 89.5 % у TBC Лізинґ.

### TBC Кредит
TBC Bank придбав 75 % компанії TBC Kredit в кінці 2007 року. Компанія називалась SOA Kredit, це була не-банківська кредитна організація, що проводила операції з кредитами у Азербайджані з 1999 року.

### TBC Інвест
На початку 2011 року було засновано «TBC Invest», що належав банку TBC. Компанія працює на ізраїльському ринку, обслуговуючи операції між клієнтами з цієї країни та TBC-банком.

## Соціальна відповідальність
Банк TBC заснував фонд TBC, який допомагав жертвам війни 2008 року Грузії з Росією. Банк заснував фонд з капіталом в 5 млн ларі і пізніше поповнив фонд ще на 3 млн ларі.
Банк TBC також є співзасновником щорічної літературної премії «SABA», яка з 2003 року нагороджує найкращі літературні твори.

## Онлайн-банкінг
Онлайн-банкінг [Архівовано 2 червня 2016 у Wayback Machine.] від TBC кілька років поспіль (2012—2015) отримував нагороду як один з найкращих в центральній та Східній Європі.

У травні 2016 року банкінг було повністю оновлено, відтоді він працює на технології AngularJS. Попередня версія банкінгу також доступна для користування.

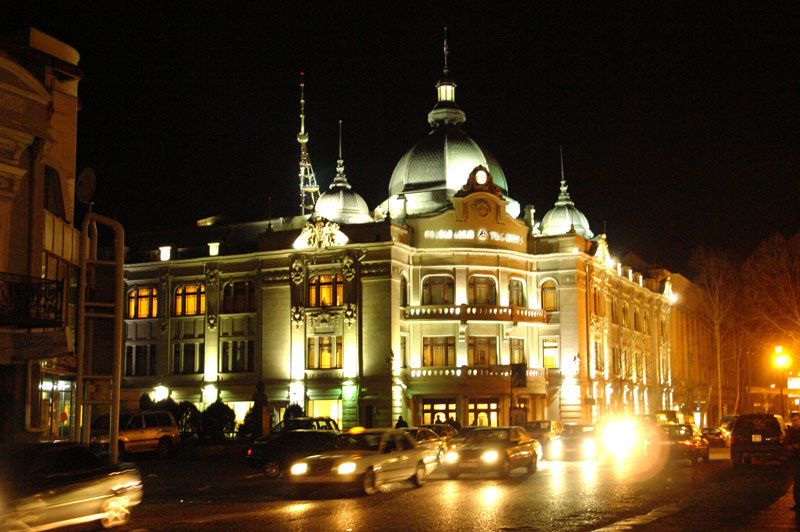
Офіс банку в Тбілісі